# خوسيه كاسترو (سياسي)
خوسيه كاسترو (بالإسبانية: José Castro)‏ هو سياسي إسباني وأمريكي، ولد في 1808 في مونتيري في الولايات المتحدة، وتوفي في 1 فبراير 1860. انتخب Governor of Alta California ‏.